# Stadsbussarna i Halmstad
Stadsbussarna i Halmstad körs av Nobina sedan 15 juni 2020  och Hallandstrafiken är beställare av trafiken. Fram till 15 juni 2020 kördes trafiken av Arriva och innan dess kördes trafiken av Swebus. Swebus tog 1993 över trafiken från kommunalt ägda Halmstads Lokaltrafik AB (förkortat HL), de så kallade blå bussarna (bussarna var lackerade i ljusblått).

## Nuvarande linjenät

### Huvudlinjer
| Linje | Sträckning                                               |
| ----- | -------------------------------------------------------- |
| 1     | Vallås - Centrum - Gullbrandstorp                        |
| 2     | Sjukhuset - Centrum – S Andersberg – Fyllinge            |
| 3     | Hallarna - N Andersberg - Centrum - Karlstorp - Tylösand |
| 4     | Brogård - Centrum - Halmstads flygplats                  |
| 5     | Vallås - Centrum – Stenhuggeriet                         |
| 6     | Frennarp - Centrum - Kärleken                            |
| 7     | Sannarp - Centrum - Sofieberg                            |

### Övriga linjer
| Linje | Sträckning                                           |
| ----- | ---------------------------------------------------- |
| 12    | Söder - Centrum - Montörgatan                        |
| 14    | Centrum - Hamnen                                     |
| 15    | Stenhuggeriet - Flygstaden - Centrum                 |
| 16    | Centrum - Sannarp - Kristinehed                      |
| 17    | Centrum - Vrangelsro                                 |
| 18    | Hallarna - Vallås                                    |
| 19    | Tylösand - Centrum - Hagön (endast sommartid)        |
| 83    | Centrum - Östra Stranden (endast beställningstrafik) |